# Philotheca
Philotheca är ett släkte av vinruteväxter. Philotheca ingår i familjen vinruteväxter.

## Dottertaxa tillPhilotheca, i alfabetisk ordning[1]
- Philotheca acrolopha
- Philotheca angustifolia
- Philotheca apiculata
- Philotheca basistyla
- Philotheca brevifolia
- Philotheca brucei
- Philotheca buxifolia
- Philotheca ciliata
- Philotheca citrina
- Philotheca coateana
- Philotheca coccinea
- Philotheca conduplicata
- Philotheca cuticularis
- Philotheca cymbiformis
- Philotheca deserti
- Philotheca difformis
- Philotheca epilosa
- Philotheca eremicola
- Philotheca ericifolia
- Philotheca falcata
- Philotheca fitzgeraldii
- Philotheca freyciana
- Philotheca gardneri
- Philotheca glabra
- Philotheca glasshousiensis
- Philotheca hispidula
- Philotheca kalbarriensis
- Philotheca langei
- Philotheca linearis
- Philotheca myoporoides
- Philotheca nodiflora
- Philotheca nutans
- Philotheca obovalis
- Philotheca obovatifolia
- Philotheca pachyphylla
- Philotheca papillata
- Philotheca pinoides
- Philotheca pungens
- Philotheca queenslandica
- Philotheca rhomboidea
- Philotheca salsolifolia
- Philotheca scabra
- Philotheca sericea
- Philotheca spicata
- Philotheca sporadica
- Philotheca thryptomenoides
- Philotheca tomentella
- Philotheca trachyphylla
- Philotheca tubiflora
- Philotheca verrucosa
- Philotheca virgata
- Philotheca wonganensis